# Edward Kłosiński
Edward Stefan Kłosiński (pronunciación en polaco: /ˈɛdvart kwɔˈɕiɲskʲi/; ; Varsovia, 2 de enero de 1943 - Milanówek, 5 de enero de 2008) fue un cineasta polaco.

## Biografía
Kłosiński completó sus estudios en la Escuela Nacional de Cine, Televisión y Teatro en Lodz en 1967. Su debut en el cine llegó en 1972. En 1973 trabajó por primera vez con Krzysztof Zanussi. Andrzej Wajda lo contrató en 1974 para el debut de su primera película, Ziemia obiecana.
Desde su trabajo con Wajda en la década de los 70, Kłosiński es va convertir en un de los principales directores de fotografía polacos, teniendo un éxito internacional. Además de esta película, también trabajó como director de iluminación para producciones teatrales de Wajda, Magda Umer, Andrzej Domalik y Krystyna Janda. En Alemania, trabajó regularmente con Dieter Wedel. Más tarde se casó con Janda. La última película que hizo antes de su muerte fue Bis später, Max! en 2007.
Kłosiński murió el 5 de enero de 2008 en Milanówek de cáncer de pulmón. Está enterrado en el Cementiri Evangélico de la Confessión de Augsburgo en Varsovia.

## Filmografía
- 1991: Europa
- 1997: Un air si pur...
- 2000: La vida, una enfermedad mortal de transmisión sexual (Życie jako śmiertelna choroba przenoszona drogą)
- 2000: Abschied. Brechts letzter Sommer
- 2002: Chopin. Pragnienie miłości
- 2002: Gebürtig
- 2002: The Supplement
- 2005: Persona Non Grata
- 2007: Bis später, Max!

## Premios
- 1991 Premio a la mejor Fotografía del Festival de Cine de Sitges en el XXIV Festival Internacional de Cinema Fantàstic de Sitges[2]
- 1999 Bayerischer Filmpreis, mejor fotografía